# Conscience (episodio de Wilfred)
«Conscience» (En español «Conciencia») es el sexto episodio de la primera temporada de la serie de humor negro Wilfred. Se estrenó originalmente el 28 de julio de 2011 en Estados Unidos Mediante FX. En el episodio Wilfred le pide ayuda a Ryan para que Jenna y su novio terminen.

## Cita del comienzo
"La conciencia es el perro que no muerde, pero jamás deja de ladrar."
 Proverbio

## Argumento
Mientras Ryan está en el balcón de su casa puede ver como Jenna está en el jardín de su casa bronceándose y ella le pide ayuda a su novio, Ryan accidentalmente tira una maceta, el ruido hace que ambos miren a Ryan, ahí, Jenna le presenta a su novio Drew y ambos invitan a Ryan a una parrillada. Mientras prepara comida, Wilfred le dice a Ryan que no puede ocultar sentirse frustrado por Jenna y Drew pero Ryan prefiere no meterse en eso. Más tarde Ryan llega a la casa de ellos, y se muestra a Wilfred siendo totalmente obediente con Drew, Wilfred intenta tomar comida de la mesa pero Drew se lo impide, entonces comienza a jugar duramente con él, mientras Jenna le comenta que es muy competitivo y no sabe controlarse. En la mañana Wilfred dice tener problemas con sus actividades habituales y culpa a Drew por ello, es entonces que pide la ayuda de Ryan para separarlos, pero él no acepta. Jenna y Drew hablan con Ryan pidiéndole que cuide más tiempo a Wilfred, debido a que Drew vivirá permanentemente con Jenna y planean celebrarlo más tarde.
En el sótano, Wilfred da ideas de como matar a Drew para deshacerse de él, pero Ryan le comenta acerca del defecto de Drew, que no es un buen perdedor, entonces planean jugar un partido de Tenis de mesa. Estando todo preparado, Wilfred hace que Drew vaya al patio de Ryan, quien lo invita a jugar, al principio se muestra indispuesto, pero después acepta. Jenna llega y ve cómo Drew se descontrola cada vez, cuando le gana Ryan comienza a destrozar todo alrededor. Jenna se enfurece con él y se marcha, Drew corre tras ella , mientras Wilfred felicita a Ryan. Más tarde Drew va a casa de Ryan para disculparse a la misma vez para despedirse, pues Jenna terminó su relación con él y por eso se marchará de la ciudad, Wilfred se ríe por las palabras de Drew, Ryan se siente mal por lo que hizo y quiere intentar que se reconcilien, Wilfred lo ignora, es por eso que Ryan utiliza las mismas técnicas de Drew para hacer que Wilfred obedezca, y parece funcionar.
Más tarde, Ryan encuentra un Brownie en su mesa con un mensaje de Jenna, él lo come, después recibe una llamada de Wilfred diciéndole que él fue quien preparó el brownie y que al hacerlo le había puesto neurotoxina y le afirma que morirá, esto debido a que Wilfred no piensa dejar de ser el alfa. Cuando Ryan le pregunta su localización, Wilfred prefiere dejarlo en Secreto, pero luego baja al sótano donde se encuentra Wilfred, al no creerle, Ryan acusa de mentiroso a Wilfred, pero este le da síntomas que Ryan parece "tener", Wilfred le reclama por querer ser mejor que él y por eso comienzan a pelear accidentalmente rompen un matraz y vierten su contenido por todo el piso lo que provoca una gran nube de humo, Ryan ayuda a sacar a Wilfred a sorpresa de él, entonces le dice que lo que en realidad tenía el brownie era teobromina. Inmediatamente se dirigen hacia el hospital, donde Ryan asegura que si vive hará más caso a su conciencia por lo que Wilfred tendrá que aceptarlo.
En el hospital, el Doctor que atiende a Ryan dice que no hay toxicidad en su sangre, Ryan le comenta que ingirió teobromina, por lo que el doctor le comenta que es solo un químico que se encuentra en el chocolate, y añade que solamente es venenoso para un perro. Después en el sótano se revela que Jenna perdonó y volvió con Drew.

## Recepción

### Audiencia
Según TvByNumbers el episodio fue visto por 1.74 millones de espectadores en su estreno original en Estados Unidos.

### Recepción crítica
Matt Richenthal de TV Fanatic dio al episodio un 4.2 sobre 5 comentando: "En general, el desempeño de Klein fue un agradable cambio de status quo de la comedia, mientras que las siguientes citas Wilfred me hizo reír y me pregunto: ¿Son todos los perros tan calientes como Wilfred?"
 Rowan Kaiser de The A.V Club dio al episodio un "B" diciendo: "Hay algunos momentos de diversión - la voz genio maligna de Wilfred, y la mayoría de los resultados de Klein - y se siente como el tipo de cosa que podría ser sostenida en el tiempo. Sólo le falta un poco de la ventaja que ha hecho Wilfred tan interesante en el último par de semanas."
Brody Gibson  de Boomtron comentó: "El tono era mucho más claro "Conscience", que es una buena cosa. La comunidad es un programa conocido por sus grandes episodios de la parodia del género, sino que también salpica en los episodios regulares. Demasiado de algo increíble puede llegar a no ser más impresionante, como una galleta gigante. Wilfred debe por todos los medios seguir jugando con humor negro, pero eso no debería ser su enfoque si quiere durar más de una temporada. Todavía hay un montón de reírse de "Conscience", como la voz de Wilfred de villano y la rabieta de Drew después de ganar un partido de ping-pong."